# Hondrula
Hondrula je okroglo zrno, ki ga lahko najdemo v hondritih. Beseda izvira iz grške besede hondros, kar pomeni zrno. Hondrule se nastajale kot raztaljene ali delno raztaljene kapljice v vesolju preden so vrasle v asteroide. Hondrule tako predstavljajo najstarejšo snov v Osončju. Verjetno so bile tudi osnovni material pri nastajanje planetov. V velikem številu jih najdemo v posebni skupini meteoritov, ki so jim dale ime hondriti. V meteoritih so vgrajene v drobnozrnato osnovo (matrica). Hondrule poznajo že od leta 1820, ko jih je opisal Jacques Louis de Bourbon (1751-1825) kot zanimive kroglice v meteoritih. Ime jim je dal leta 1869 Gustav Rose. 

## Nastanek hondrul
Hondrule predstavljajo nastarejšo snov v Osončju. Danes vemo, da so iz prvotne snovi, ki je bila zelo hitro segreta (1 minuto ali še manj) do temperature okoli 1900°C. Nastale so kroglice, ki so se ohladile v nekaj urah. Ni pa znan izvor energije, ki je povzročil taljenje. Prav tako ni znano, kje se je to dogajalo. Možno je tudi, da je sestavina osnovne snovi v kateri so hondrule, iz prav takšne snovi kot sestavljajo hondrule. Veliko teorij trdi., da so hondrule nastale že v oblaku, iz katerega je nastalo Sonce ali pa v protoplanetnem disku. 

## Pregled vsebnosti hondrul  v skupinah hondritov
| Skupina hondritov | količina (vol%) | povprečni premer (mm)                 |
| ----------------- | --------------- | ------------------------------------- |
| CI                | 0               | –                                     |
| CM                | 20              | 0,3                                   |
| CO                | 50              | 0,15                                  |
| CV                | 45              | 1                                     |
| CK                | 45              | 1                                     |
| CR                | 50-60           | 0,7                                   |
| CH                | 70              | 0,02                                  |
| CB                | 20-40           | 10 (podskupina a), 0,2 (podskupina b) |
| H                 | 60-80           | 0,3                                   |
| L                 | 60-80           | 0,7                                   |
| LL                | 60-80           | 0,9                                   |
| EH                | 60-80           | 0,2                                   |
| EL                | 60-80           | 0,6                                   |
| R                 | >40             | 0,4                                   |
| K                 | 30              | 0,6                                   |